# Setodes bispinus
Setodes bispinus är en nattsländeart som beskrevs av Yang och Morse 1989. Setodes bispinus ingår i släktet Setodes och familjen långhornssländor. Inga underarter finns listade i Catalogue of Life.